# ماندویل، کبک
ماندویل (به فرانسوی: Mandeville) شهری در منطقه شهری دوتره ناحیه لانودییر در استان کبک کانادا است. در سرشماری سال ۲۰۱۱ این شهر ۲٬۰۵۱ نفر جمعیت داشته‌است و مساحت آن ۳۳۰٫۸۵ کیلومتر مربع است.